# Peter Bonnington
Peter Bonnington, mer känd under smeknamnet Bono, född 12 februari 1975 i England, är en brittisk ingenjör som är chef för raceingenjörerna samt personlig raceingenjör till den italienske racerföraren Kimi Antonelli i det tyska Formel 1-stallet Mercedes Grand Prix.

## Karriär
Bonnington inledde sin yrkeskarriär inom F1 när han började arbeta som dataingenjör hos Jordan Grand Prix. I senare skede flyttade han till Honda F1 och arbetade under ingenjören Andrew Shovlin. År 2009 blev Honda F1 Brawn GP när Honda sålde stallet till Ross Brawn och Bonnington blev kvar där. Det året blev det lyckat för stallet när Brawn GP vann både konstruktörs- och förarmästerskapet. År 2010 sålde Brawn stallet till den tyska biltillverkaren Mercedes-Benz och stallet blev Mercedes Grand Prix. Bonnington fortsatte arbeta för dem och var dataingenjör till Michael Schumacher. I augusti 2011 utsågs han till att vara raceingenjör åt Schumacher när Mark Slade lämnade Mercedes. I slutet av 2012 gick Schumachers kontrakt ut med Mercedes och Lewis Hamilton anslöt sig till stallet efter årsskiftet och Bonnington blev då raceingenjör till honom, vilket Bonnington fortfarande är. Den 22 augusti 2024 blev Bonnington befordrad till att vara chef för raceingenjörerna hos Mercedes samtidigt som han fortsätter vara raceingenjör åt Hamilton resten av säsongen.
Han har varit delaktig till att vinna sju förarmästerskap och nio konstruktörsmästerskap.
- Förarmästerskap: 2009 (Brawn), 2014, 2015, 2017, 2018, 2019, 2020 (Mercedes)
- Konstruktörsmästerskap: 2009 (Brawn), 2014, 2015, 2016, 2017, 2018, 2019, 2020, 2021 (Mercedes)